# Reva (deïtat)
Reva, també de vegades anomenat Reve, Reue o Reo, és un déu suprem del panteó galleg preromà associat a la jerarquia, la justícia, i sobre tot a la mort. És la divinitat més estesa a Gal·lècia interior, amb deu dedicatòries galaico-romanes. Un dels seus santuaris més grans és el balneari galaico-romà que es troba a As Burgas d'Ourense del segle i, on s'han descobert cinc àrees dedicades al déu (assimilat pels romans), de manera que aquest déu està relacionat amb rius, llacunes, aigües termals, etc.
Generalment, Reo apareix amb un epítet relatiu a un lloc, com Reo Paramaeco descobert a Lugo. De vegades està relacionat amb divinitats associades a les muntanyes sota l'epítet Reo Larouco.

## Nom i significat
A part de Reo Larauco (Reus de Larouco), els epítets comparteixen un element -aik- interpretat com a marcador adjectival familiar de les inscripcions lusitanes en les dedicacions a Reo Paramaeco (Reus de Paramo) Amoaego Arcunii, Anabaraeco i Alabaraico Sulensi.
El primer element Reo / Reus és molt semblant al nom REVE que apareix a la inscripció lusitana de Cabeço das Fráguas, part de la qual diu INDI TAVROM IFADEM REVE T ..., normalment interpretada com «i (o després) un fèrtil (?) bou per a Reve» amb l'epítet perdut. Per tant, Reve també sembla un datiu en la forma lusitana del nom. Reve apareix de nou a la inscripció de la Ribeira da Venda, incloent-hi un epítet, REVE AHARACVI (aquesta vegada la deïtat rep un sacrifici de deu ovelles).
El KT Witczak deriva el nom de l'antic *diewo, cosa que suggereix que la llengua lusitana va canviar la protoindoeuropea d per r, fent de Reo una divinitat celestial similar a (i tenia un nom relacionat amb) els Zeus grec i Júpiter romà, cosa que pot ser ser recolzat per dedicacions a ell prop de muntanyes que també fan al·lusió a Júpiter romà; tanmateix, altres autoritats com Blázquez i Villar suggereixen que pot haver estat una deïtat vinculada als rius i que el nom deriva d'una arrel que significa «riu» o «corrent d'aigua».

## Registres
- S'han trobat diverses inscripcions sobre aquesta deïtat, relacionades principalment amb els corrents fluvials, especialment a les zones d'Ourense i Beira. Figura amb freqüència amb l'epítet Langanidaeco: REVE LANGANID(AECO) V(OTUM) S(OLVIT) L(IBENS). Segons Fidel Fita Colomer, és possible que aquesta deïtat donés el seu origen al nom del riu Areva, que és l'origen del nom dels arevacs.
- Hi ha una inscripció d'ofrena de sacrifici a Reue sobre una roca d'una muntanya a l'entorn del Cabeço das Fraguas, Portugal. A Cabeço Pelado, a uns 3 km al nord d'Alcains (Portugal) es va trobar una inscripció que diu: REVE LANGANID(AECO) V(OTUM) S(OLVIT) L(IBENS).
- El 15 d'octubre de 2001, André Pena Graña va trobar a Castro de Santa Comba (Ferrol) una llosa circular del segle i aC-segle i amb la mida i la forma d'una fusaiola d'uns 4 cm de diàmetre, amb una inscripció dedicada a Reva: REBE TRASANCI AVG[VST]E[7] (PARA REVA TRASANCIUCA, de la «Terra de Trasancos»). Aquesta inscripció fa referència a la «Terra de Trasancos», una organització territorial nascuda durant la Cultura dels castres.